# François-Édouard Picot

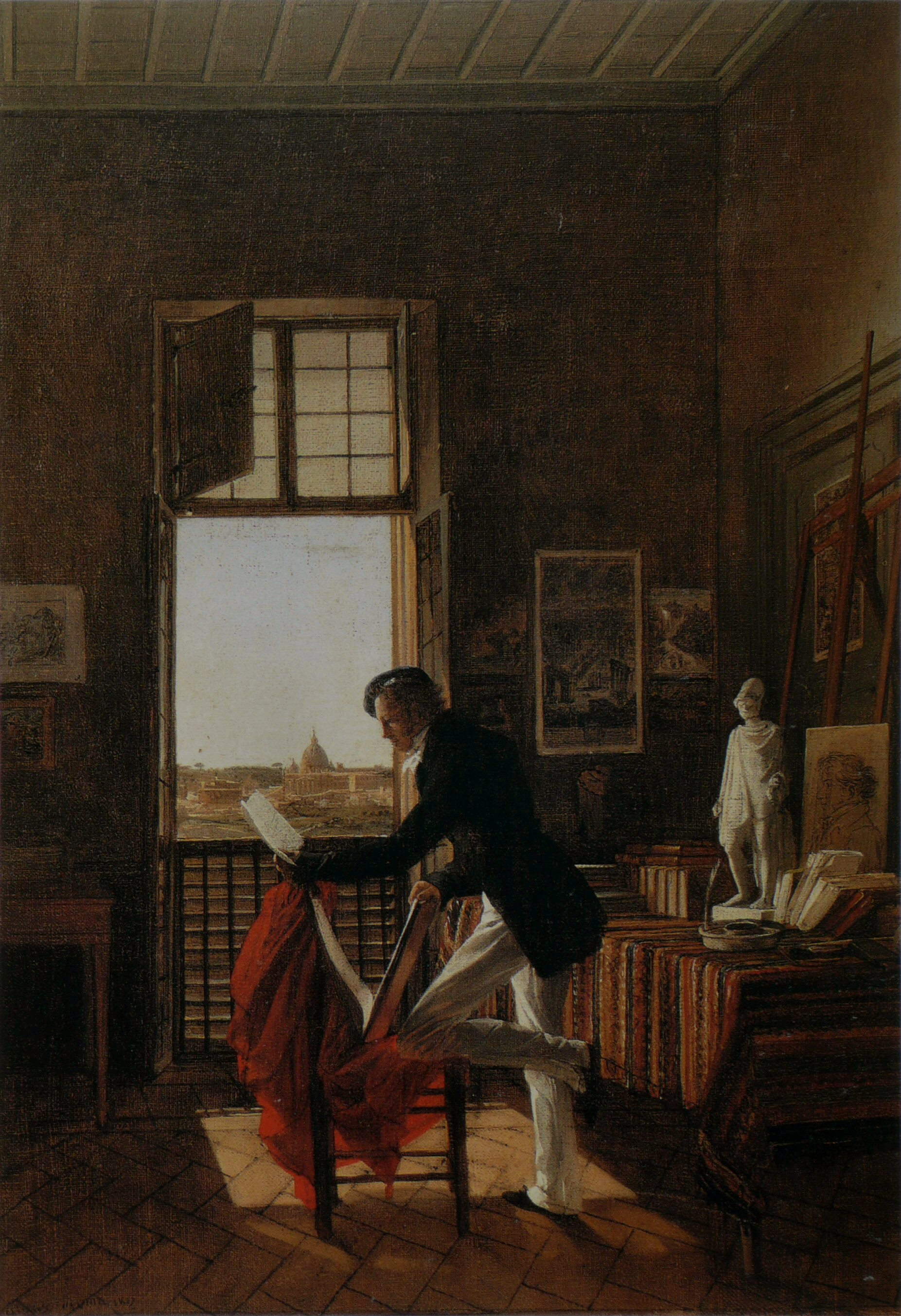
François-Édouard Picot pintant dins el seu taller, a la vil·la Mèdici, per Jean Alaux, 1817.

François-Édouard Picot (París, 17 d'octubre de 1786 - París, 15 de març de 1868), fou un pintor francès d'estil neoclàssic.

## Biografia
Alumne de François-André Vincent i de Jacques-Louis David, assolí un segon lloc al Premi de Roma el 1811.
De tornada a París després d'un viatge d'estudis a Roma, va exposar "Cupido i Psique" al Saló de París de 1819, i el mateix any va pintar, "la mort de Safira" per a l'església de Saint-Séverin a París. Va ser elegit membre de l'Acadèmia de Belles Arts el 1836 i continuà exhibint les seves pintures a la Sala fins a 1839. Va decorar amb Hippolyte Flandrin l'església de Saint-Vincent-de-Paul a París i també va fer pintures i frescos per al Museu del Louvre, el castell de Versalles i el Palau de Luxemburg.
És destacable el fresc dels pelegrins d'Emaús, obra pintada a la cera per François-Edouard Picot a l'església de Saint-Denys du Saint-Sacrement a París recentment restaurada.
Alhora pintor d'història, retratista i pintor de gènere, François-Édouard Picot va ser més apreciat pels mèrits del seu ensenyament que no pas pel seu talent com a pintor.

## Alumnes
(llista no exhaustiva)

Picot va tenir nombrosos alumnes, entre els quals: 
- Paul Léon Aclocque,[1]
- Theodor Aman,
- Charles-Alphonse-Paul Bellay, Premi de Roma
- Léon Belly,
- Jean-Achille Benouville,
- François-Léon Benouville,
- Étienne-Prosper Berne-Bellecour,
- William Bouguereau, Premi de Roma
- Guillaume-Charles Brun,
- Ulysse Butin,
- Alexandre Cabanel,
- Philip Hermogenes Calderon,
- Théophile-Narcisse Chauvel,
- Charles-Camille Chazal,
- Édouard Cibot, Georges Clairin,
- Félix-Auguste Clément,
- Charles-Alexandre Coëssin de la Fosse,
- Henri Coroenne,
- Victor-Gustave Cousin,
- Charles Alexandre Crauk,
- Gustave Droz,
- Charles-Antoine Flajoulot,
- Félix Giacomotti,
- Gustave Guillaumet,
- Léon Albert Hayon,
- Jean-Jacques Henner,
- Jozef Israëls,
- Auguste Leloir,
- Jules Eugène Lenepveu,
- Louis Hector Leroux,
- Émile Lévy,
- Henri-Léopold Lévy,
- Henry Stacy Marks,
- Gustave Moreau,
- Victor Mottez,
- Alphonse de Neuville,
- Léon Perrault,
- Isidore Pils,
- Claudius Popelin,
- Antoine Rivoulon,
- Édouard Sain,
- Elihu Vedder,
- Jean-Georges Vibert.

## Galeria d'imatges

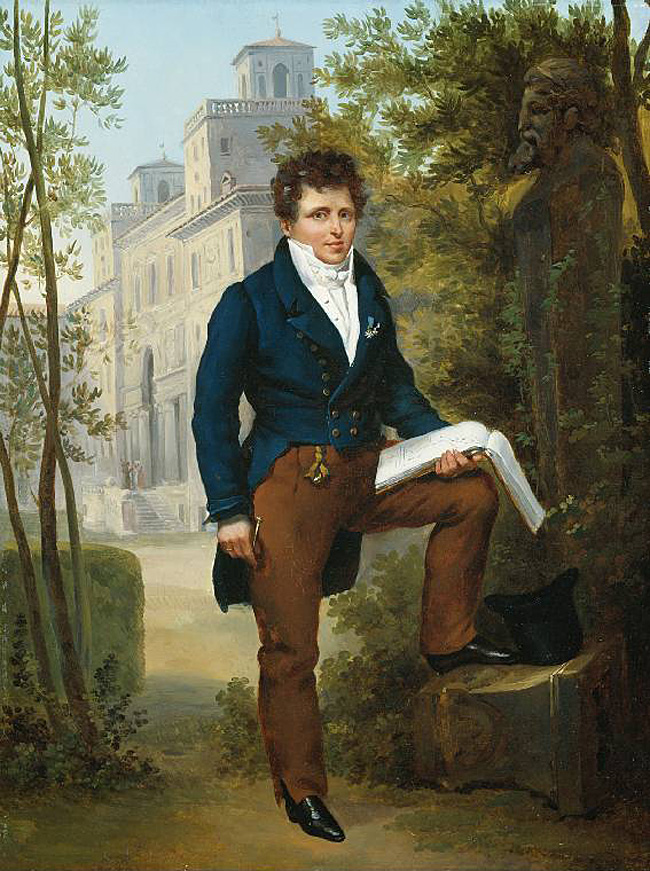
Retrat de Nicolas-Pierre Tiolier (v. 1817)
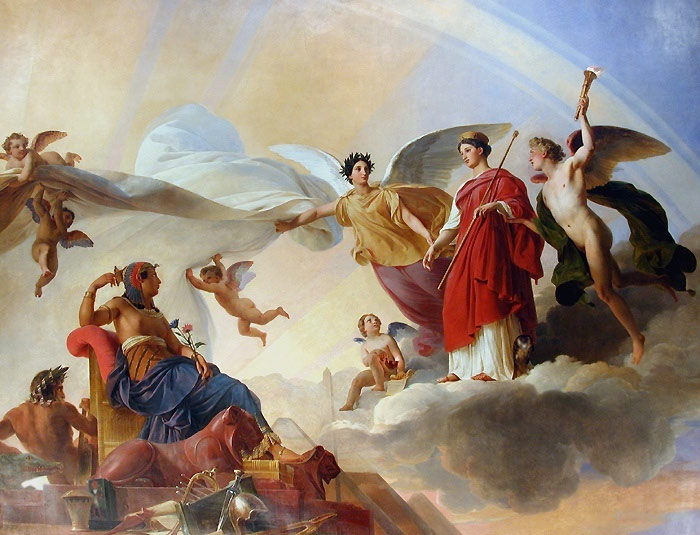
1827, L'Estudi i el Geni desvetllen l'antic Egipte a Grècia.
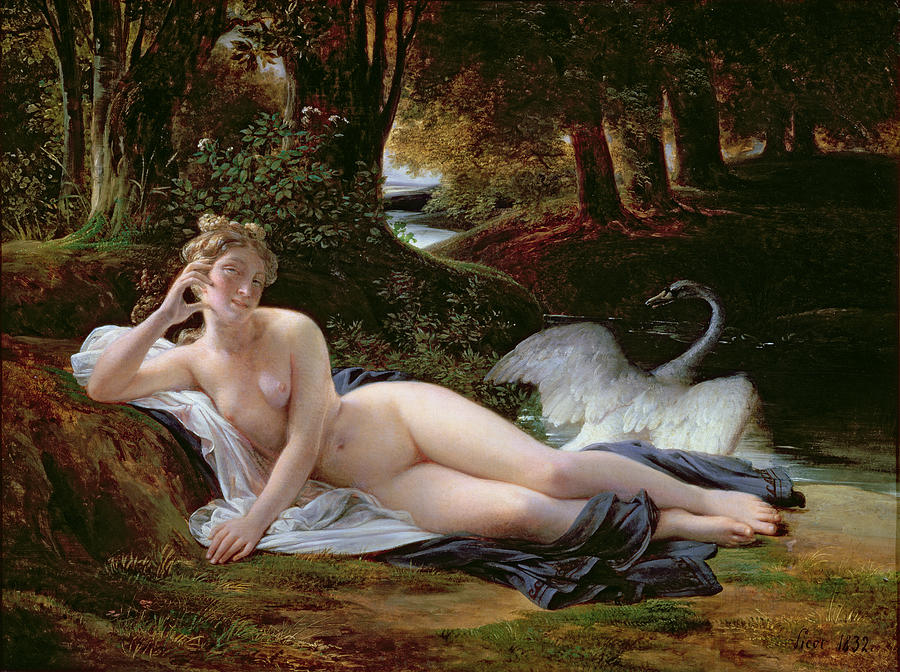
Leda (1832)
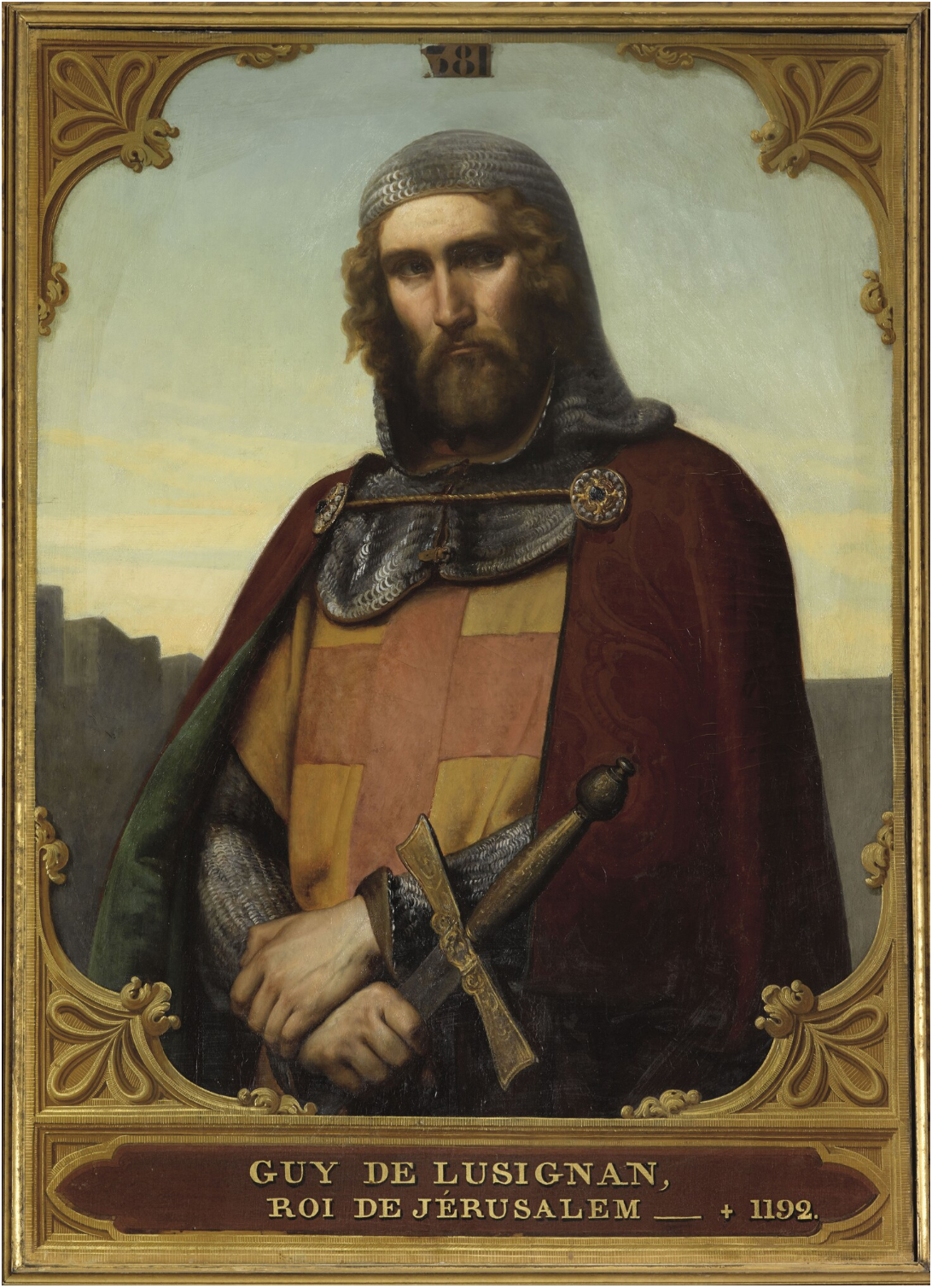
Guiu de Lusignan (v. 1843) Sales de les creuades, Castell de Versalles
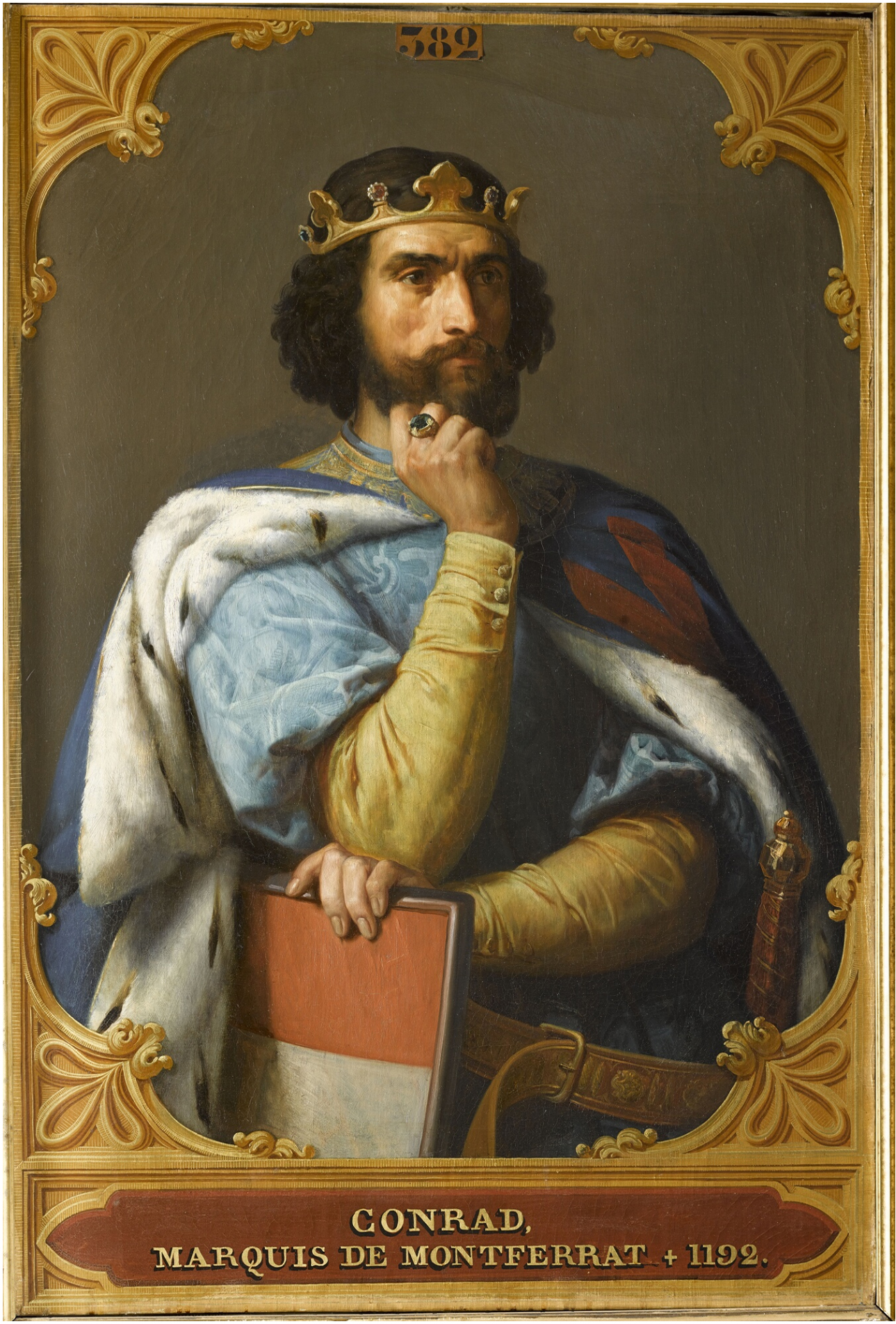
Conrad de Montferrat Sales de les creuades, Castell de Versalles